# Évolution des relations diplomatiques du Saint-Siège en 2010
Représentation actuelle du Saint-Siège
- 2006
- 2007
- 2008
- 2009
- 2010
- 2011
- 2012
- 2013
- 2014

Représentations : près le Saint-Siège, pour le Saint-Siège
Cette liste présente les évolutions des relations pour et près le Saint-Siège en 2010.

## Évolution des relations près le Saint-Siège
| Date | Pays | Nom |
| ---- | ---- | --- |

## Évolution des relations pour le Saint-Siège
| Date            | Pays                      | Titre               | Nom               | Nationalité |
| --------------- | ------------------------- | ------------------- | ----------------- | ----------- |
| 25 janvier 2010 | Cameroun                  | Nonce apostolique   | Piero Pioppo      | Italie      |
| 25 janvier 2010 | Guinée équatoriale (en)   | Nonce apostolique   | Piero Pioppo      | Italie      |
| 2 février 2010  | Nigeria (en)              | Nonce apostolique   | Augustine Kasujja | Ouganda     |
| 6 février 2010  | Sao Tomé-et-Principe (en) | Nonce apostolique   | Novatus Rugambwa  | Tanzanie    |
| 13 février 2010 | Comores (en)              | Délégué apostolique | Eugene Nugent     | Irlande     |
| 13 février 2010 | Madagascar (en)           | Nonce apostolique   | Eugene Nugent     | Irlande     |

## Composition du corps diplomatique du Saint-Siège au 31 décembre 2010
| Pays                                  | Représentation        | Représentant                      | Date de nomination |
| ------------------------------------- | --------------------- | --------------------------------- | ------------------ |
| Afrique du Sud                        | Nonce apostolique     | James Patrick Green               | 17 août 2006       |
| Albanie (en)                          | Nonce apostolique     | Ramiro Moliner Inglés             | 26 juillet 2008    |
| Algérie                               | Nonce apostolique     | Thomas Yeh Sheng-nan              | 22 avril 2004      |
| Allemagne                             | Nonce apostolique     | Jean-Claude Périsset              | 15 octobre 2007    |
| Andorre (en)                          | Nonce apostolique     | Renzo Fratini                     | 22 août 2009       |
| Angola (en)                           | Nonce apostolique     | Novatus Rugambwa                  | 20 février 2010    |
| Antigua-et-Barbuda (en)               | Nonce apostolique     | Thomas Gullickson                 | 15 décembre 2004   |
| Antilles                              | Délégué apostolique   | Thomas Gullickson                 | 2 octobre 2004     |
| Argentine (en)                        | Nonce apostolique     | Adriano Bernardini                | 26 avril 2003      |
| Arménie (en)                          | Nonce apostolique     | Claudio Gugerotti                 | 7 décembre 2001    |
| Australie (en)                        | Nonce apostolique     | Giuseppe Lazzarotto               | 22 décembre 2007   |
| Autriche (en)                         | Nonce apostolique     | Peter Stephan Zurbriggen          | 14 janvier 2009    |
| Azerbaïdjan (en)                      | Nonce apostolique     | Claudio Gugerotti                 | 13 décembre 2001   |
| Bahamas (en)                          | Nonce apostolique     | Thomas Gullickson                 | 2 octobre 2004     |
| Bahreïn (en)                          | Nonce apostolique     | Petar Rajič                       | 2 décembre 2009    |
| Bangladesh (en)                       | Nonce apostolique     | Joseph Marino                     | 12 janvier 2008    |
| Barbade (en)                          | Nonce apostolique     | Thomas Gullickson                 | 15 décembre 2004   |
| Belgique (en)                         | Nonce apostolique     | Giacinto Berloco                  | 18 juin 2009       |
| Belize (en)                           | Nonce apostolique     | Luigi Pezzuto                     | 7 mai 2005         |
| Bénin                                 | Nonce apostolique     | Michael August Blume              | 24 août 2005       |
| Biélorussie (en)                      | Nonce apostolique     | Martin Vidović                    | 15 septembre 2004  |
| Birmanie (en)                         | Délégué apostolique   | Giovanni d'Aniello                | 22 septembre 2010  |
| Bolivie (en)                          | Nonce apostolique     | Giambattista Diquattro            | 21 novembre 2008   |
| Bosnie-Herzégovine (en)               | Nonce apostolique     | Alessandro D'Errico               | 21 novembre 2005   |
| Botswana                              | Nonce apostolique     | James Patrick Green               | 7 février 2009     |
| Brésil (en)                           | Nonce apostolique     | Lorenzo Baldisseri                | 12 novembre 2002   |
| Brunei (en)                           | Nonce apostolique     | vacant                            | 8 mai 2010         |
| Bulgarie (en)                         | Nonce apostolique     | Janusz Bolonek                    | 24 mai 2008        |
| Burkina Faso (en)                     | Nonce apostolique     | Vito Rallo                        | 12 juin 2007       |
| Burundi                               | Nonce apostolique     | Franco Coppola                    | 16 juillet 2009    |
| Cambodge (en)                         | Nonce apostolique     | Giovanni d'Aniello                | 22 septembre 2010  |
| Cameroun                              | Nonce apostolique     | Piero Pioppo                      | 25 janvier 2010    |
| Canada                                | Nonce apostolique     | Pedro López Quintana              | 10 décembre 2009   |
| Cap-Vert                              | Nonce apostolique     | Luis Mariano Montemayor           | 19 juin 2008       |
| République centrafricaine             | Nonce apostolique     | Thaddeus Okolo                    | 2 août 2008        |
| Chili (en)                            | Nonce apostolique     | Giuseppe Pinto                    | 6 décembre 2007    |
| Chine (en)                            | fonction supprimée    | vacant                            | 25 mars 1979       |
| Colombie (en)                         | Nonce apostolique     | Aldo Cavalli                      | 29 octobre 2007    |
| Comores (en)                          | Délégué apostolique   | Eugene Nugent                     | 13 février 2010    |
| Congo                                 | Nonce apostolique     | Jan Romeo Pawłowski               | 18 mars 2009       |
| République démocratique du Congo (en) | Nonce apostolique     | Adolfo Tito Yllana                | 20 novembre 2010   |
| Îles Cook (en)                        | Nonce apostolique     | Charles Daniel Balvo              | 25 mars 2006       |
| Corée du Sud (en)                     | Nonce apostolique     | Osvaldo Padilla                   | 12 avril 2008      |
| Costa Rica (en)                       | Nonce apostolique     | Pierre Nguyên Van Tot             | 13 mai 2008        |
| Côte d'Ivoire                         | Nonce apostolique     | Ambrose Madtha                    | 8 mai 2008         |
| Croatie (en)                          | Nonce apostolique     | Mario Roberto Cassari             | 14 février 2008    |
| Cuba (en)                             | Nonce apostolique     | Giovanni Angelo Becciu            | 23 juillet 2009    |
| Chypre (en)                           | Nonce apostolique     | Antonio Franco                    | 21 janvier 2006    |
| Danemark (en)                         | Nonce apostolique     | Emil Paul Tscherrig               | 26 janvier 2008    |
| Djibouti                              | Nonce apostolique     | George Panikulam                  | 18 décembre 2008   |
| République dominicaine (en)           | Nonce apostolique     | Józef Wesołowski                  | 24 janvier 2008    |
| Dominique (en)                        | Nonce apostolique     | Thomas Gullickson                 | 2 octobre 2004     |
| Équateur (en)                         | Nonce apostolique     | Giacomo Guido Ottonello           | 26 février 2005    |
| Égypte                                | Nonce apostolique     | Michael Louis Fitzgerald          | 15 février 2006    |
| Émirats arabes unis (en)              | Nonce apostolique     | Petar Rajič                       | 27 mars 2010       |
| Érythrée (en)                         | Nonce apostolique     | Leo Boccardi                      | 30 janvier 2007    |
| Espagne                               | Nonce apostolique     | Renzo Fratini                     | 20 août 2009       |
| Estonie (en)                          | Nonce apostolique     | Luigi Bonazzi                     | 14 mars 2009       |
| Éthiopie (en)                         | Nonce apostolique     | George Panikulam                  | 24 octobre 2008    |
| États-Unis                            | Nonce apostolique     | Pietro Sambi                      | 17 décembre 2005   |
| Fidji (en)                            | Nonce apostolique     | Charles Daniel Balvo              | 1er avril 2005     |
| Finlande (en)                         | Nonce apostolique     | Emil Paul Tscherrig               | 26 janvier 2008    |
| France                                | Nonce apostolique     | Luigi Ventura                     | 22 septembre 2009  |
| Gabon (en)                            | Nonce apostolique     | Jan Romeo Pawłowski               | 18 mars 2009       |
| Gambie                                | Nonce apostolique     | George Antonysamy                 | 4 août 2005        |
| Géorgie (en)                          | Nonce apostolique     | Claudio Gugerotti                 | 7 décembre 2001    |
| Ghana (en)                            | Nonce apostolique     | Léon Kalenga Badikebele           | 1er mars 2008      |
| Grande-Bretagne                       | Nonce apostolique     | Antonio Mennini                   | 18 décembre 2010   |
| Grèce (en)                            | Nonce apostolique     | Luigi Gatti                       | 16 juillet 2009    |
| Grenade (en)                          | Nonce apostolique     | Thomas Gullickson                 | 20 décembre 2004   |
| Guatemala (en)                        | Nonce apostolique     | Paul Richard Gallagher            | 19 février 2009    |
| Guinée (en)                           | Nonce apostolique     | Martin Krebs                      | 8 septembre 2008   |
| Guinée-Bissau (en)                    | Nonce apostolique     | Luis Mariano Montemayor           | 17 septembre 2008  |
| Guinée équatoriale (en)               | Nonce apostolique     | Piero Pioppo                      | 25 janvier 2010    |
| Guyana (en)                           | Nonce apostolique     | Thomas Gullickson                 | 15 décembre 2004   |
| Haïti                                 | Nonce apostolique     | Bernardito Auza                   | 8 mai 2008         |
| Honduras (en)                         | Nonce apostolique     | Luigi Bianco                      | 12 janvier 2009    |
| Hongrie                               | Nonce apostolique     | Juliusz Janusz                    | 9 avril 2003       |
| Inde (en)                             | Nonce apostolique     | Salvatore Pennacchio              | 8 mai 2010         |
| Indonésie (en)                        | Nonce apostolique     | Leopoldo Girelli                  | 13 avril 2006      |
| Iran (en)                             | Nonce apostolique     | Jean-Paul Gobel                   | 10 octobre 2007    |
| Irak (en)                             | Nonce apostolique     | Giorgio Lingua                    | 4 septembre 2010   |
| Irlande (en)                          | Nonce apostolique     | Giuseppe Leanza                   | 22 février 2008    |
| Islande (en)                          | Nonce apostolique     | Emil Paul Tscherrig               | 26 janvier 2008    |
| Israël (en)                           | Nonce apostolique     | Antonio Franco                    | 21 janvier 2006    |
| Italie (en)                           | Nonce apostolique     | Giuseppe Bertello                 | 19 décembre 2006   |
| Jamaïque (en)                         | Nonce apostolique     | Thomas Gullickson                 | 15 décembre 2004   |
| Japon (en)                            | Nonce apostolique     | Alberto Bottari de Castello       | 1er avril 2005     |
| Jérusalem et Palestine (en)           | Délégué apostolique   | Antonio Franco                    | 21 janvier 2006    |
| Jordanie (en)                         | Nonce apostolique     | Giorgio Lingua                    | 4 septembre 2010   |
| Kazakhstan (en)                       | Nonce apostolique     | Miguel Maury Buendía              | 19 mai 2008        |
| Kenya (en)                            | Nonce apostolique     | Alain Lebeaupin                   | 14 janvier 2005    |
| Kiribati (en)                         | Nonce apostolique     | Charles Daniel Balvo              | 1er avril 2005     |
| Koweït (en)                           | Nonce apostolique     | Petar Rajič                       | 2 décembre 2009    |
| Kirghizistan (en)                     | Nonce apostolique     | Miguel Maury Buendía              | 12 juillet 2008    |
| Laos (en)                             | Délégué apostolique   | Giovanni d'Aniello                | 22 septembre 2010  |
| Lesotho (en)                          | Nonce apostolique     | James Patrick Green               | 6 septembre 2006   |
| Lettonie (en)                         | Nonce apostolique     | Luigi Bonazzi                     | 25 mars 2009       |
| Liban (en)                            | Nonce apostolique     | Gabriele Caccia                   | 16 juillet 2009    |
| Liberia (en)                          | Nonce apostolique     | George Antonysamy                 | 4 août 2005        |
| Libye                                 | Nonce apostolique     | Tommaso Caputo                    | 3 septembre 2007   |
| Liechtenstein (en)                    | Nonce apostolique     | Francesco Canalini                | 8 septembre 2004   |
| Lituanie (en)                         | Nonce apostolique     | Luigi Bonazzi                     | 14 mars 2009       |
| Luxembourg (en)                       | Nonce apostolique     | Giacinto Berloco                  | 24 juillet 2009    |
| Macédoine (en)                        | Nonce apostolique     | Santos Abril y Castelló           | 9 avril 2003       |
| Madagascar (en)                       | Nonce apostolique     | Eugene Nugent                     | 13 février 2010    |
| Malawi (en)                           | Nonce apostolique     | Nicolas Girasoli                  | 24 janvier 2006    |
| Malaisie (en)                         | Nonce apostolique     | vacant                            | 8 mai 2010         |
| Mali (en)                             | Nonce apostolique     | Martin Krebs                      | 8 septembre 2008   |
| Malte                                 | Nonce apostolique     | Tommaso Caputo                    | 3 septembre 2007   |
| Maroc (en)                            | Nonce apostolique     | Antonio Sozzo                     | 17 juillet 2003    |
| Îles Marshall (en)                    | Nonce apostolique     | Charles Daniel Balvo              | 1er avril 2005     |
| Mauritanie (en)                       | Délégué apostolique   | Luis Mariano Montemayor           | 19 juin 2008       |
| Maurice (en)                          | Nonce apostolique     | Eugene Nugent                     | 13 mars 2010       |
| Mexique (en)                          | Nonce apostolique     | Christophe Pierre                 | 22 mars 2007       |
| Micronésie (en)                       | Nonce apostolique     | Charles Daniel Balvo              | 1er avril 2005     |
| Moldavie (en)                         | Nonce apostolique     | Francisco-Javier Lozano Sebastián | 10 décembre 2007   |
| Monaco (en)                           | Nonce apostolique     | André Dupuy                       | 11 juillet 2006    |
| Mongolie (en)                         | Nonce apostolique     | Osvaldo Padilla                   | 26 avril 2008      |
| Monténégro (en)                       | Nonce apostolique     | Alessandro D'Errico               | 17 février 2010    |
| Mozambique (en)                       | Nonce apostolique     | Antonio Arcari                    | 12 décembre 2008   |
| Namibie (en)                          | Nonce apostolique     | James Patrick Green               | 17 août 2006       |
| Nations unies - New York              | Observateur permanent | Francis Assisi Chullikatt         | 17 juillet 2010    |
| Nations unies - Genève                | Observateur permanent | Silvano Tomasi                    | 10 juin 2003       |
| Nauru (en)                            | Nonce apostolique     | Charles Daniel Balvo              | 30 janvier 2007    |
| Népal (en)                            | Nonce apostolique     | Salvatore Pennacchio              | 13 novembre 2010   |
| Nicaragua (en)                        | Nonce apostolique     | Henryk Józef Nowacki              | 28 novembre 2007   |
| Niger (en)                            | Nonce apostolique     | Vito Rallo                        | 12 juin 2007       |
| Nigeria (en)                          | Nonce apostolique     | Augustine Kasujja                 | 2 février 2010     |
| Norvège (en)                          | Nonce apostolique     | Emil Paul Tscherrig               | 26 janvier 2008    |
| Nouvelle-Zélande (en)                 | Nonce apostolique     | Charles Daniel Balvo              | 1er avril 2005     |
| Ouganda (en)                          | Nonce apostolique     | Paul Tschang In-Nam               | 27 août 2007       |
| Ouzbékistan (en)                      | Nonce apostolique     | vacant                            | 18 décembre 2010   |
| Pakistan (en)                         | Nonce apostolique     | vacant                            | 20 novembre 2010   |
| Palaos (en)                           | Nonce apostolique     | Charles Daniel Balvo              | 1er avril 2005     |
| Panama (en)                           | Nonce apostolique     | Andrés Carrascosa Coso            | 12 janvier 2009    |
| Papouasie-Nouvelle-Guinée (en)        | Nonce apostolique     | Francisco Montecillo Padilla      | 1er avril 2006     |
| Paraguay (en)                         | Nonce apostolique     | Eliseo Antonio Ariotti            | 5 novembre 2009    |
| Pays-Bas (en)                         | Nonce apostolique     | François Bacqué                   | 27 février 2001    |
| Pérou (en)                            | Nonce apostolique     | Bruno Musarò                      | 5 janvier 2009     |
| Philippines (en)                      | Nonce apostolique     | Edward Joseph Adams               | 3 septembre 2007   |
| Pologne                               | Nonce apostolique     | Celestino Migliore                | 30 juin 2010       |
| Porto Rico (en)                       | Délégué apostolique   | Józef Wesołowski                  | 24 janvier 2008    |
| Portugal (en)                         | Nonce apostolique     | Rino Passigato                    | 8 novembre 2008    |
| Qatar (en)                            | Nonce apostolique     | Petar Rajič                       | 2 décembre 2009    |
| Roumanie                              | Nonce apostolique     | Francisco-Javier Lozano Sebastián | 10 décembre 2007   |
| Russie                                | Nonce apostolique     | vacant                            | 18 décembre 2010   |
| Rwanda                                | Nonce apostolique     | Ivo Scapolo                       | 17 janvier 2008    |
| Saint-Christophe-et-Niévès (en)       | Nonce apostolique     | Thomas Gullickson                 | 2 octobre 2004     |
| Sainte-Lucie (en)                     | Nonce apostolique     | Thomas Gullickson                 | 2 octobre 2004     |
| Saint-Vincent-et-les-Grenadines (en)  | Nonce apostolique     | Thomas Gullickson                 | 2 octobre 2004     |
| Salvador                              | Nonce apostolique     | Luigi Pezzuto                     | 2 avril 2005       |
| Samoa (en)                            | Nonce apostolique     | Charles Daniel Balvo              | 1er avril 2006     |
| Saint-Marin (en)                      | Nonce apostolique     | Giuseppe Bertello                 | 11 janvier 2007    |
| Sao Tomé-et-Principe (en)             | Nonce apostolique     | Novatus Rugambwa                  | 6 février 2010     |
| Sénégal                               | Nonce apostolique     | Luis Mariano Montemayor           | 19 juillet 2008    |
| Serbie                                | Nonce apostolique     | Orlando Antonini                  | 8 août 2009        |
| Seychelles (en)                       | Nonce apostolique     | Eugene Nugent                     | 13 mars 2010       |
| Sierra Leone (en)                     | Nonce apostolique     | George Antonysamy                 | 20 septembre 2005  |
| Singapour (en)                        | Nonce apostolique     | vacant                            | 8 mai 2010         |
| Slovaquie (en)                        | Nonce apostolique     | Mario Giordana                    | 15 mars 2008       |
| Slovénie                              | Nonce apostolique     | Santos Abril y Castelló           | 9 avril 2003       |
| Îles Salomon (en)                     | Nonce apostolique     | Francisco Montecillo Padilla      | 1er avril 2006     |
| Somalie (en)                          | Délégué apostolique   | George Panikulam                  | 24 octobre 2008    |
| Soudan (en)                           | Nonce apostolique     | Leo Boccardi                      | 16 janvier 2007    |
| Sri Lanka (en)                        | Nonce apostolique     | Joseph Spiteri                    | 21 février 2009    |
| Suriname (en)                         | Nonce apostolique     | Thomas Gullickson                 | 15 décembre 2004   |
| Swaziland (en)                        | Nonce apostolique     | James Patrick Green               | 23 septembre 2006  |
| Suède (en)                            | Nonce apostolique     | Emil Paul Tscherrig               | 26 janvier 2008    |
| Suisse                                | Nonce apostolique     | Francesco Canalini                | 8 septembre 2004   |
| Syrie (en)                            | Nonce apostolique     | Mario Zenari                      | 30 décembre 2008   |
| Tadjikistan (en)                      | Nonce apostolique     | Miguel Maury Buendía              | 12 juillet 2008    |
| Tanzanie (en)                         | Nonce apostolique     | Joseph Chennoth                   | 15 juin 2005       |
| Tchad (en)                            | Nonce apostolique     | Thaddeus Okolo                    | 2 août 2008        |
| République tchèque                    | Nonce apostolique     | Diego Causero                     | 10 janvier 2004    |
| Thaïlande (en)                        | Nonce apostolique     | Giovanni d'Aniello                | 22 septembre 2010  |
| Timor oriental (en)                   | Nonce apostolique     | Leopoldo Girelli                  | 10 octobre 2006    |
| Togo                                  | Nonce apostolique     | Michael August Blume              | 24 août 2005       |
| Tonga (en)                            | Nonce apostolique     | Charles Daniel Balvo              | 1er avril 2005     |
| Trinité-et-Tobago (en)                | Nonce apostolique     | Thomas Gullickson                 | 2 octobre 2004     |
| Tunisie                               | Nonce apostolique     | Thomas Yeh Sheng-nan              | 22 avril 2004      |
| Turquie (en)                          | Nonce apostolique     | Antonio Lucibello                 | 27 août 2005       |
| Turkménistan (en)                     | Nonce apostolique     | Antonio Lucibello                 | 27 août 2005       |
| Ukraine (en)                          | Nonce apostolique     | Ivan Jurkovič                     | 22 avril 2004      |
| Union européenne                      | Nonce apostolique     | André Dupuy                       | 24 février 2005    |
| Uruguay (en)                          | Nonce apostolique     | Anselmo Guido Pecorari            | 24 mai 2008        |
| Vanuatu (en)                          | Nonce apostolique     | Charles Daniel Balvo              | 1er avril 2005     |
| Venezuela (en)                        | Nonce apostolique     | Pietro Parolin                    | 17 août 2009       |
| Viêt Nam (en)                         | Délégué apostolique   | vacant                            | 19 septembre 1975  |
| Yémen (en)                            | Nonce apostolique     | Petar Rajič                       | 27 mars 2010       |
| Zambie                                | Nonce apostolique     | Nicolas Girasoli                  | 24 janvier 2006    |
| Zimbabwe (en)                         | Nonce apostolique     | George Kocherry                   | 22 décembre 2007   |

### Sources
- Bulletins de la salle de presse du Saint-Siège
- Postes diplomatiques de la Curie